# The Cell 2 - La soglia del terrore
The Cell 2 - La soglia del terrore (The Cell 2) è un film del 2009 diretto da Tim Iacofano. È il sequel del film The Cell - La cellula.

## Trama
Maya è una investigatrice capace di leggere nella mente degli altri. In passato è stata vittima di un killer che tortura le sue vittime fino a farle morire, per poi riportarle in vita e ucciderle di nuovo. L'unico modo per fermarlo è entrare nella sua mente, solo che se lei muore nella sua mente muore anche nella realtà.